# Sakalava
 (décembre 2024).
La mise en forme du texte ne suit pas les recommandations de Wikipédia : il faut le « wikifier ».
Les points d'amélioration suivants sont les cas les plus fréquents. Le détail des points à revoir est peut-être précisé sur la page de discussion.
- Les titres sont pré-formatés par le logiciel. Ils ne sont ni en capitales, ni en gras.
- Le texte ne doit pas être écrit en capitales (les noms de famille non plus), ni en gras, ni en italique, ni en « petit »…
- Le gras n'est utilisé que pour surligner le titre de l'article dans l'introduction, une seule fois.
- L'italique est rarement utilisé : mots en langue étrangère, titres d'œuvres, noms de bateaux, etc.
- Les citations ne sont pas en italique mais en corps de texte normal. Elles sont entourées par des guillemets français : « et ».
- Les listes à puces sont à éviter, des paragraphes rédigés étant largement préférés. Les tableaux sont à réserver à la présentation de données structurées (résultats, etc.).
- Les appels de note de bas de page (petits chiffres en exposant, introduits par l'outil «  Source ») sont à placer entre la fin de phrase et le point final[comme ça].
- Les liens internes (vers d'autres articles de Wikipédia) sont à choisir avec parcimonie. Créez des liens vers des articles approfondissant le sujet. Les termes génériques sans rapport avec le sujet sont à éviter, ainsi que les répétitions de liens vers un même terme.
- Les liens externes sont à placer uniquement dans une section « Liens externes », à la fin de l'article. Ces liens sont à choisir avec parcimonie suivant les règles définies. Si un lien sert de source à l'article, son insertion dans le texte est à faire par les notes de bas de page.
- La présentation des références doit suivre les conventions bibliographiques. Il est recommandé d'utiliser les modèles {{Ouvrage}}, {{Chapitre}}, {{Article}}, {{Lien web}} et/ou {{Bibliographie}}. Le mode d'édition visuel peut mettre en forme automatiquement les références.
- Insérer une infobox (cadre d'informations à droite) n'est pas obligatoire pour parachever la mise en page.

Pour une aide détaillée, merci de consulter Aide:Wikification.
Si vous pensez que ces points ont été résolus, vous pouvez retirer ce bandeau et améliorer la mise en forme d'un autre article.
Les Sakalava sont un groupe ethnique de Madagascar qui occupe la majeure partie de la frange côtière occidentale de l'île, depuis la région de Tuléar au sud, jusque dans la région du Sambirano au nord. Ils représentaient environ 40 % de la population de Mayotte, avec quelques Antalaotsy (Antalotes), mais cette proportion a chuté très rapidement à cause de l'exode clandestin sur l’île en provenance des Comores. Effectivement passé à travers l'arabe Saqāliba puis les malgaches, ce qui semble plus probable que l'étymologie populaire, « Ceux des grandes plaines ». En français, il apparait comme Suculambes (1616), Souklaves (1719) puis Séclaves (1774). D'après l'origine du nom d'ethnie, on observe plusieurs nom variantes : Saclave, Sakalava, Sakalavas, Sakalave, Sakalaves, Séclave.

## Différents types de Sakalava et leurs territoires
Les Sakalava répartissent sur les côtes ouest de l'île, spécifiquement dans la région de Mahajanga et de Sambirano et enfin du Menabe. La territoire Sakalava se subdivise en plusieurs régions.Elle se propage de la sud ouest de Madagascar qui sont les Sakalava du Menabe et jusqu'au longue de la côte Ouest ce sont les Sakalava du Boina ou bien par une autre appellation Boeny, ainsi que le Nord ouest de la côte ce sont les Antalaotra et les Antakarana.
Au sein de ce groupe, il existe plusieurs sous-groupes, chacun ayant ses propres caractéristiques culturelles, linguistiques et historiques.
Il y a deux(02) éthnies Sakalava à Madagascar,
- L'éthnie Sakalava du Boina

Les Sakalava du Boina sont les peuples du nord de Madagascar, plus précisément de Diego, de Nosy be, d’Ambanja, de Vohemar et d’Ambatoboeny (dans la province de Majunga)ainsi que Maintirano, Besalampy, Soalala, Mitsinjo, Namakia, Marovoay, Morafeno bé,
- L'éthnie Sakalava du Menabe

Les Sakalava du Menabe sont ce qui est d'originaires du Sud et du sud-ouest de Madagascar, en particulier à Morondava, Miandrivazo, Mahabo (province de Tuléar).

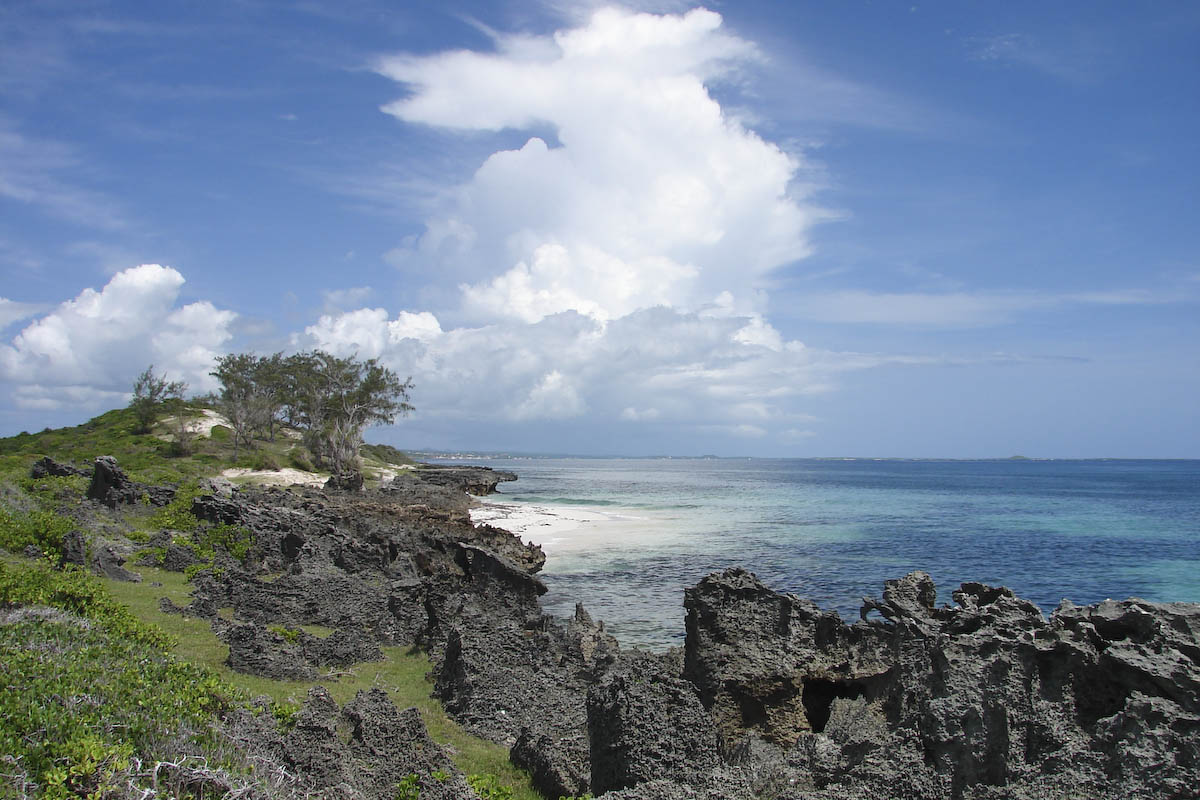
Côte rocheuse en pays Sakalava.

## Histoire

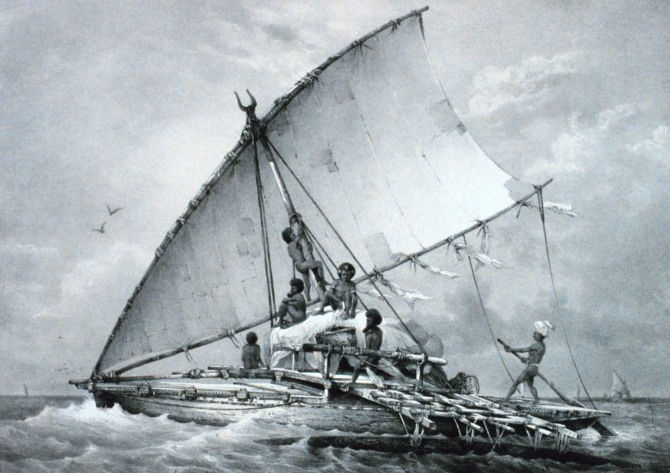
Waka - « canoë à balancier » austronésien (qui a donné en malgache le mot vahoaka-le « peuple », du proto-austronésien *va-waka - « ceux des canoës », « peuple de la mer ») : les premiers Ntaolo austronésiens en ont probablement utilisé de semblables pour parvenir jusqu'à Madagascar en partant des îles de la Sonde

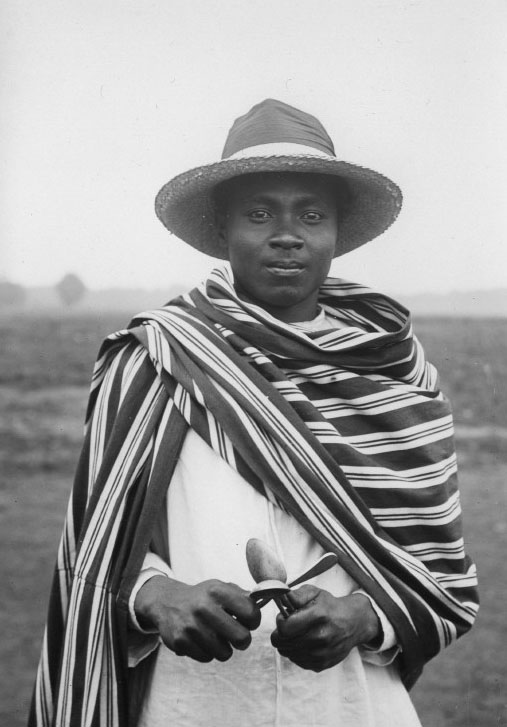
Sakalava. Cuillères remplaçant l'instrument appelé Kayamba »
(Exposition coloniale de 1931).

### Une origine austronésienne commune à toute l'île: lesVahoaka Ntaolo-VazimbaetVezo(350av. J.-C.- 1500)

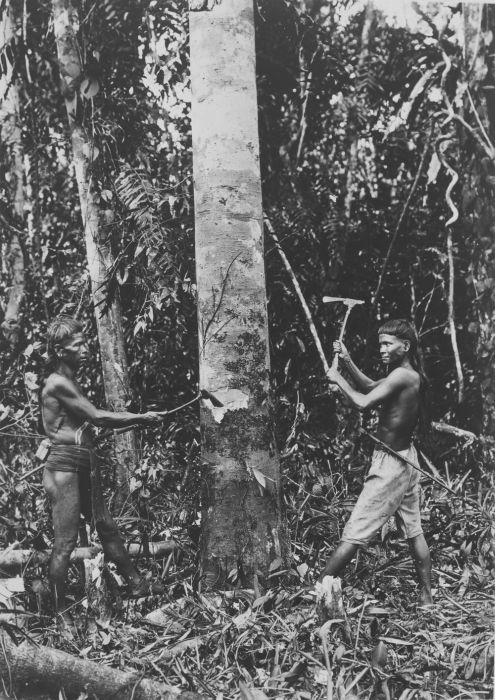
Vaγimba - « ceux de la forêt » en proto-Barito du Sud-Est (ancienne langue austronésienne parlée notamment à Bornéo).

Les nombreuses recherches pluridisciplinaires récentes — archéologiques, génétiques, linguistiques et historiques — confirment toutes que l'ensemble du peuple malgache est primordialement originaire de l'archipel indonésien. Arrivés probablement sur la côte Ouest de Madagascar en canoë à balancier (en) (waka) au début de notre ère - voire 300 ans avant selon les archéologues -, ces pionniers navigateurs austronésiens sont connus de la tradition orale malgache sous le nom des Ntaolo (de *(n)ta(u/w) - *olo - « les hommes d'avant », « les anciens », de *(n)ta(u/w)-« hommes » et *olo- « premier », « origine », « début », « tête » en proto-Malayo-Polynésien (MP)). Il est pareillement possible que ces anciens se nommaient eux-mêmes les Vahoaka (de Va-*waka « peuple/ceux des canoës » ou « Communauté de la mer », de *waka-« canoë (à balancier) » en proto-MP), terme signifiant simplement aujourd'hui « ethnie » en malgache.
Sur le plan morphologique/phénotypique, cette origine Sud-Est asiatique première des Malgaches explique, par exemple au niveau des yeux, pli épicanthique répandu chez tous les Malgaches qu'ils soient des côtes ou des hauts plateaux, qu'ils aient la peau claire, sombre ou cuivrée (cf. par exemple ci-dessus la photo de l'homme Sakalava du présent article).
Ces vahoaka Ntaolo (« peuple d'origine/premier ») austronésiens sont à l'origine de la langue malgache commune à toute l'île, ainsi que de tout le fonds culturel malgache commun : coutumes anciennes (comme celle d'ensevelir les défunts dans une pirogue au fond de la mer ou d'un lac), agriculture ancienne (la culture du taro-saonjo, de la banane, de la noix de coco et de la canne à sucre), l'architecture traditionnelle (maison végétale à base carrée sur pilotis), la musique (les instruments comme la conque marine antsiva, le tambour de cérémonie hazolahy, le xylophone atranatrana, la flûte sodina ou encore la valiha) et la danse (notamment la « danse des oiseaux » que l'on retrouve à la fois au centre et dans le Sud).
Au tout début du peuplement, période appelée « paléomalgache », les Ntaolo se scindent, selon leurs choix de subsistance en deux grands groupes : les Vazimba (de *ba/va-yimba-« ceux de la forêt », de *yimba-« forêt » en proto Sud-Est Barito (SEB), aujourd'hui barimba ou orang rimba en malais) qui s'installèrent -comme leur nom l'indique- dans les forêts de l'intérieur et les Vezo (de *ba/va/be/ve-jau, « ceux de la côte » en proto-Malayo-Javanais, aujourd'hui veju en bugis et bejau en malais, bajo en javanais) qui restèrent sur la côte Ouest.
Le qualificatif Vazimba désignait donc à l'origine les Ntaolo chasseurs et/ou cueilleurs qui décidèrent de s'établir « dans la forêt », notamment dans les forêts des hauts plateaux centraux de la grande île et celles de la côte Est et Sud-Est, tandis que les Vezo étaient les Ntaolo pêcheurs qui restèrent sur les côtes de l'Ouest et du Sud (probablement les côtes du premier débarquement).

### La période féodale malgache: naissance des grands royaumes (1600-1895)
Dès la fin du premier millénaire jusqu'à 1600 environ, les Vezo des côtes autant que les Vazimba de l'intérieur accueillirent de nouveaux immigrants moyen-orientaux (Perses Shirazi, Arabes Omanites, Juifs arabisés), africains (Bantus) et orientaux (Indiens Gujarati, Malais, Javanais, Bugis) voire européens (Portugais) qui s'intégrèrent et s'acculturèrent à la société Vezo et Vazimba, souvent par alliance matrimoniale. Bien que minoritaires, les apports culturels, politiques et technologiques de ces nouveaux arrivants à l'ancien monde Vazimba et Vezo modifièrent substantiellement leur société et seront à l'origine des grands bouleversements du XVIe qui conduiront à l'époque féodale malgache.
À l'intérieur des terres, les luttes pour l'hégémonie des différents clans Vazimba des hauts plateaux centraux (que les autres clans Vezo des côtes appelaient les Hova) aboutirent à la naissance des grands royaumes Merina, Betsileo, Bezanozano, Sihanaka, Tsimihety et Bara.
La naissance de ces grands royaumes « néo-Vazimba »/« néo-Vezo » modifia essentiellement la structure politique de l'ancien monde des Ntaolo, mais la grande majorité des anciennes catégories demeurèrent intactes au sein de ces nouveaux royaumes : la langue commune, les coutumes, les traditions, le sacré, l'économie, l'art des anciens demeurèrent préservées dans leur grande majorité, avec des variations de formes selon les régions.

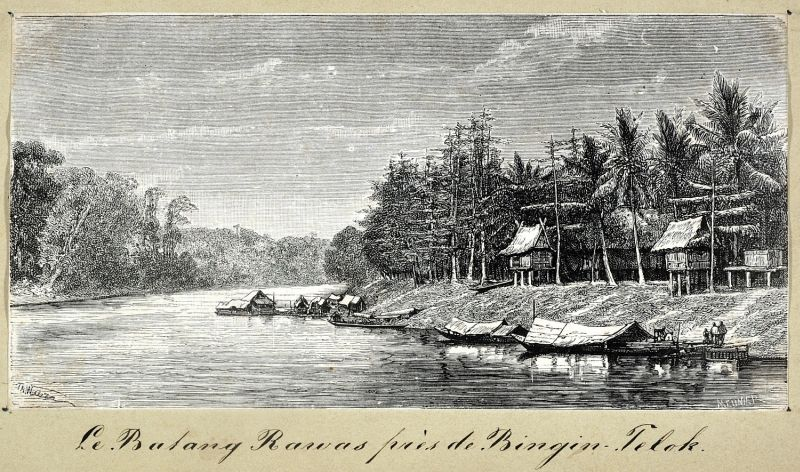
Village austronésien avec levu sur pilotis (*levu-« maisons » en proto-austronésien qui a donné en malgache an-devu -« à la maison ») : tous les villages des ntaolo vazimba et vezo de Madagascar étaient probablement similaires au premier millénaire. On retrouve d'ailleurs encore ce modèle aujourd'hui sur toutes les côtes de la grande île et dans les zones intérieures reculées (forêts, etc.).

### Fondation du royaume sakalava
Selon V.-Belrose-Huygh, l'histoire du royaume Sakalava est liée aux premiers navigateurs venant des pays arabes qui ont accosté le nord de Madagascar. Après quelques années, quelques-uns ont changé de résidence et sont partis vers le sud-Est, à Vohipeno et ont fondé le royaume des Antemoro. Ensuite, au début du XVIe siècle, Andriamandazoala, descendant des Antemoro s'installaient dans le sud-ouest, à Ampanihy pour  faire de l'élevage. Il prend une épouse du foko (clan) Masikoro, a eu un enfant qui devient la descendant des Maroseranana. Au XVIe siècle également, les Maroseranana partent dans le Nord-Ouest, pour habiter et s'occuper de leur élevage à "Bengy " ou des chèvres. Après quelque temps, le Maroseranana prend une épouse du clan Mahafaly et a eu un enfant qui s'appelle Andriandahifotsy. (Belrose-Huyghes, 1983).
Selon les Coutumes, les chefs d'Ethnie (andriana) fondateurs du royaume sakalava étaient les princes maroseraña ou maroseranana (ceux possédant de nombreux ports) de la région de Fiherenana, actuel Tuléar. Ces derniers seraient eux-mêmes issus des clans zafiraminia du sud-est de l'île que beaucoup considèrent comme des Blancs, peut-être d'origine arabe. La question qui se pose est-il on  contact avec les traitants européens dont ils obtiennent des armes, on échange avant tout des esclaves, ils soumettent rapidement les autres princes du voisinage, de suite ils ont commencés par ceux du sud, en zone mahafaly. Le royal fondateur de la force sakalava était Andriamandazoala dont le neveu, Andriandahifotsy (« le Prince blanc »), fils de sa sœur avec un blanc ou un arabe, étend ensuite l'autorité vers le nord jusqu'au-delà du Mangoky. À leur tour, les deux successeurs de ce dernier, Andriamanetiarivo et Andriamandisoarivo poursuivaient leur conquête jusque dans la région de Tsongay, proche de l'actuelle commune de Mitsinjo, puis vers BOINA OU BOENY. Cependant à cette époque, l'unité de l'empire se brise, à un royaume du sud ou Menabe s'oppose le Boina du nord. Par la suite, le morcellement continue encore, malgré une extension de la puissance des princes du Boina jusque dans l'extrême nord, dans la  région Nord antankarana.
Son plan de formation permet ainsi d'expliquer la grande diversité du monde sakalava dont les diverses parties continuent partout à perpétuer les particularités d'origine de chaque région, que ce soit du point de vue culturel ou linguistique. Sur ce dernier plan, le seul véritable facteur qui unifie les différents 'dialectes' sakalava est leur commune appartenance au sous-groupe occidental des langues de Madagascar, les distinguant des langues du centre et du littoral oriental.
L'origine même du nom sakalava, ainsi d'ailleurs que sa véritable signification, fait encore l'objet de controverses. Ainsi, les traditions Merinas font état de multiples harcèlements de bandes'sakalaves contre leurs villages dès le XVIIe siècle et durant tout le XVIIIe siècle, mais sans que l'on puisse s'assurer que ces dernières avaient un rapport direct avec les habitants des royaumes de la côte. En fait, il semblerait surtout que dans ce cas, ce terme servait d'appellation générique pour désigner toutes les populations nomadisant dans les territoires peu habités entre le pays merina et le littoral occidental de l'île.
L'origine du royaume de Sakalava de Bemazava et de Sambirano.
D'où vient la racine de Sakalava ?
Les Sakalava sont les  des ancêtres du royaume rouge (zafinimena) et les ancêtres du royaume blanc(zafiny fotsy)qui sont le descendant de Maroseranana qui venait d'Andrianalimbe eto Andriamisara qui est le dernier prince dont il a épousé Volatagnana, qui est une princesse Arabe. Elle fuit la guerre en Espagne à la fin de XVI siècle.
Après avoir épousé la princesse, ils ont eu un enfants que sont Andriandahifotsy et Andriambolamena.
Andriandahifotsy est le roi qui a régné à Menabe. Il a eu quatre enfants dont :
- Andriamanetriarivo ou Ramitsaho.
- Andriamandisoarivo ou Tsimagnato.
- Andriamandahatrarivo.
- Loza ou Bivoko.

De suite Andriamanetriarivo a régné dans la région Menabe, par contre Andriamandahatrarivo n'a jamais régné ou succédé le royaume.

### Gestion de la région à l'époque royale
Managnadambo  a géré la région Boeny à cette époque quand le roi Andriatsimilavahoaka est décédé.
Or c'était son fils qui est nommé a cédé le royaume, mais par conséquent Ratompoadranahary (le fils du frère des Andriatsimilavahoaka) a contrarié et n'a pas accepté la succession de son fils. D'où il a fait appeler les ancêtres rouge dits "zafimbolamena", pour lui aidé a succédé le royaume mais pas  a son fils. Andriamandisoarivo a accepté après avoir accordé cette successions, donc les ancêtres rouge ou les zafimbolamena à diriger le royaume.
Alors, Andriamboeniarivo a remplacé la place de son père après sa
Andriamandisoarivo. Andriaboeniarivo a eu quatre enfants dont :
- Andriamiantaniarivo ou Moanabe.
- Andriamahiantaniarivo ou Toakafo.
- Andrianatsiarivo ou Tsitavana.
- Andrianailitsiarivo ou Raboky.

[[Andriamiantaniarivo dit Moanabe a succédé son père Andriamboeniarivo.Parce que Moanabe n'a pas eu d'enfants, alors Andriamatindriarivo lui a remplacé.Mais cela n'a pas duré puisque Toakafo est décédé alors sa fille Andriamiavotsoarivo a été nommé . Mais elle a refusé de la nomination du avec leur complicité avec sa famille, alors c'est Andrianailitsiarivo qui dirige le royaume par contre ANDRIANIVENIARIVO  c'est tourné vers oe nord plus précisément ankarana.
Une guerre c'est explosé, "ADY LONGO" ou "guerre de famille".Cette guerre est de ANDRIAMIAVOTSOARIVO qui n'a pas accepté ANDRIANAILITSIARIVO pour diriger leur communauté, donc ils ont gagné la guerre les troupes de ANDRIAMIAVOTSOARIVO et c'est lui qui est devenue le roi du Boeny.
De suite ANDRIAMIAVOTSOARIVO a refusé de reprendre la place, a ce moment là, sa fille ANDRIAMAMONJIRENY  dirige le royaume.A cette époque même, elle a épousé un Anjoany SARIFO SAÏD MOUSSA, ils ont eu un enfant qui s'appelait ANDRIATOMPOENARIVO.Dans se cas une deuxième guerre familiale s'est explosé, qui a marqué le royaume de TSIMALOMA dans la région Boeny.
En outre ANDRIATOMPOENARIVO a pensé de diriger le royaume mais sa grande mère ANDRIAMOAVOTSOARIVO a refusé et son désir n'était pas réalisé, alors ANDRIATOMPOENIARIVO et ses peuples sont obligée de quitter la région BOENY .
Par conséquent, le Sakalava de Boeny est divisée en deux]].[paragraphe très confus]
- Ce qui sont de la famille royale sont les rois .
- Les Bemihisatra se sont les peuples exilés a Iharana.

### Restitution d'oeuvre par la France
En mars 2025, Emmanuel Macron le président français, s'engage à la restitution de trois crânes sakalava à l'état de Madagascar, jusqu’alors conservés au Musée de l’homme, à Paris, en France.

## Coutume et culture
Mahajanga, origine du royaume Sakalava fondé au XVIIIe siècle, conserve des traditions vivantes, offrant de nombreuses occasions d’assister à des rites ancestraux témoignant de l’attachement aux descendants royaux et de la vénération du roi, considéré comme une divinité incarnée, le « Zanahary antany » (dieu visible).
FANOMBOAMBE
Le Fanompoambe est une Cérémonie Traditionnelle au cours de la laquelle les inébranlable défenseurs de la monarchie Sakalava du Boeny procèdent au rituel de bain des Reliques d'Andriamisara Efadahy Manankasina, en l'occurrence Andriamisara, Andriamandisoarivo, Andriamboeniarivo, et Andriandahifotsy( ou Andrianihanina) car ils ont beaucoup manqué à tout le monde après leur Mort. RAVONISON Andrianasolo Baholy Malala , décembre 2013

### Présentation du Fanompoambe: Hommage de Rois)

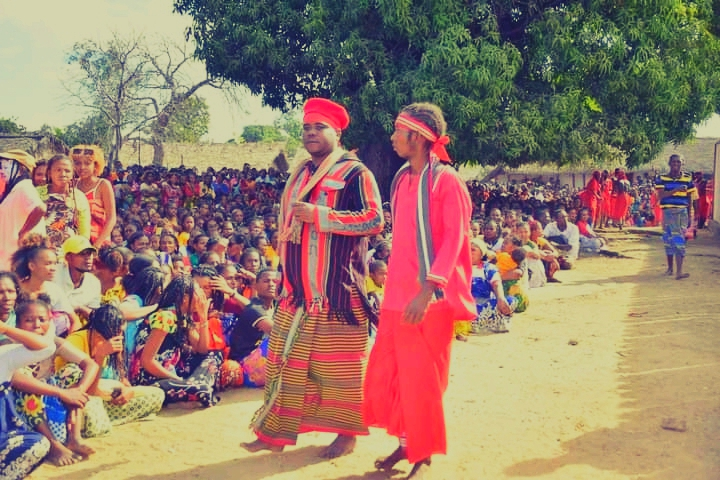
photo lors de Fanompoa be

Tout l'hiver se passe les Traditions comme circoncision, le retournement des morts, les bains des Reliques et les festivités servant à raffermir les liens sociaux et familiaux.L'hiver est la période où l'on pense à donner de nouveaux linceuls aux morts.En juillet, les Sakalava du Boeny se réunissent pour le Fanompoambe.Les alentours des sanctuaires sont nettoyés, des offrandes de miel et d'alcool sont faites aux ancêtres, et on procède au bain des Reliques sacrée.

#### Préparation du Fanompoambe avant la cérémonie
Le Fanompoa se déroule en trois  étapes dont la préparation avant l'événement et les rituels pendant le cérémonie.

#### ✓Le kipa
Le Kipa est la première étape du rite, qui se déroule au mois d'avril. Selon le langage courant, il est qualifié de « Fanadiovana » (nettoyage), Kipa en Sakalava Menabe.
Le Kipa est un moment de purification avant le Fanompoambe. Les fidèles font l'aménagement, le nettoyage de Valamena et leur alentour.Chaque région a des représentants pour étoffer les Razanolo et les Olo- maventy.

#### ✓Le fanompoa fandrama
Le deuxième étape dure tout le mois de mai, qui est consacrée à la préparation du miel provenant de deux endroits très précis : l'un vient d'Ambalakida et l'autre vient d' Ambatolampy, les deux à Mahajanga II.Ces miels vont être emmenés vers le Doany Mairinarivo( après un mois de préparation). Ce rite est appelé aussi "gorago".Ces miels préparés dans deux milieux différents ( Ambalakida et Ambatolampy), arrive au Doany le premier samedi de la pleine lune avant la nuit.Ces miels resteront à Ambalamanga pendant deux jours, le samedi et le dimanche accompagnés d'un " tsimandrimandry". Le miel est considéré comme une offrande pour honorer les Rois défunt afin de gagner en contrepartie leur bénédiction, car non seulement il est symbole de sainteté et de propreté, mais signifie aussi présentation de politesse, resserrement des liens entre les vivants et les Rois défunt.Sans ce gorago, Andriamisara Efadahy ( d'Andriamisara, d'Andriamandisoarivo, d'Andriamboeniarivo et d'Andriandahifitsy) ne peuvent pas être honorés convenablement.Ensuite, on emmène les miel au Doany Mairinarivo d'Andriamisara Efadahy Manankasina Tsararano Ambony Mahajanga I ( Ravonison Andrianasolo Baholy Malala, décembre 2013)

#### ✓Le fanompoa toamainty
Tout transport du miel jusqu'au Doany Mairinarivo Tsararano Ambony doit être effectué à pied. Il est interdit de transporter ce miel en voiture ou en avion même si le transport à pied dure plusieurs jours de marche. Le fanompoa toamainty consiste à la cuisson du "gorago" ( miel) avec du "barisa", ou "toakagasy" (boissons alcooliques) pendant plusieurs heures, plusieurs jours jusqu'à ce que le mélange devienne noir, d'où le nom de toamainty (toakamainty). La troisième étape est terminée un mois après ces préparatifs.( Ravonison Andrianasolo Baholy Malala, décembre 2013).
Le Fanompoambe :
Le rite commence par le mélange du toamainty avec le l'huile de ricin ( kinagna) venant de la région du Sud de Madagascar, région d'origine des rois Sakalava. Quatre personnes sont autorisées à faire ce mélange : le Tsiarana, le Jingoa ou Jongo, les Zafindramahavita, et les Voromahery( descendants des rois)
Le déroulement de la cérémonie :
En général, le rituel du Bain des Reliques Royal dure une semaine. Toutefois, à cause des jours interdits, on a tendance à réduire cette durée à quatre jours et demi.
Le début de la cérémonie
Dès le vendredi matin, les gens entrent dans le Valamena et l'après- midi, on commence déjà à se réjouir.
Le jour du Bain des Reliques
Quelques hommes, premiers responsables ( Jingoa) du rituel, s'activent autour de la table comme s'ils attendaient le top. Ils décident de sortir finalement les armes royales anciennes composées d'un coupe-coupe, de deux hachas à tête effilée, de sept fers de lance, d'un bout de fer ayant la forme d'une petite bêche. Chacune de ces armes est portée par un homme et les porteurs s'alignent en rang serré. Quatre hommes en "uniforme" et en bonnet rouge pénètrent alors dans le "Zomba Vinda"pour en ressortir chacun avec un coffret attaché à l'aide d'un "Lamba Landy" marron et blanc à rayures sombres ( ce Lambalandy est appelé Sobahya par les Sakalava) sur le dos.
Les quatre coffret taillés de la même façon renferment respectivement les reliques d'Andriamisara, d'Andriamandisoarivo, d'Andriamboeniarivo et d'Andriandahifotsy. D'ailleurs, leur nom respectif est marqué sur le Sobahya enveloppant leurs coffrets individuels. Les porteurs de relique s'approchent de la table, aidés de leurs congénères, ils dénouent le Sobahya et posent chacun son tour les quatre coffrets sur la table, geste symbolisant le déshabillage des rois prêts à prendre leur bain.
Ils baignent maintenant" Andriamisara Efadahy Manankasina" dans un mouvement identique et répétitif, chaque porteur prend un chiffon, le trompe, avec la main droite, dans le mélange d'un liquide dans une cuvette métallique, avant de les laver avec soin et tendresse. Le bain est abondant. À la fin du bain, on remet les coffrets sur le dos des quatre baigneurs, on habille les idoles. Toute cette scène de purification se déroule sous le regard attentif et attendu du Mpanjaka et des invités de marque.
Quand les quatre coffrets sont bien propres, débarrassés de la poussière, c'est au tour des armes royales anciennes de recevoir le lavage. Les uns après les autres, leurs porteurs passent devant la table et se servent du même chiffon pour les nettoyer. Ils commencent par le bout de la manche et remontent jusqu'à la pointe de l'arme, cette opération se déroule dans un concert de chants.
Une fois le bain terminé, on s'applique à promener dehors les reliques d'Andriamisara Efadahy Manankasina, rafraîchies et sanctifiées par la ferveur populaire. Les armes précédent cette promenade royale, faisant le tour du Zomba be, du Sud au Nord en passant par l'Est avant de revenir par le port du Sud : " varavara mena lio", cette porte est réservée aux descendants des Rois, les compagnons d'Andriamandisoarivo, les Tsiarana et les Jingoa.
Le préparation du pare :
À 09h , chaque fokoa ( association) présente son pare ( exemple : de l'argent, des bœufs, du riz, de l'alcool...) et le donne au Manantany(conseiller habituel des Princes) . Les conseillers habituels des Princes rangent ces pare.
Après la fête :
Le vendredi qui suit le bain est spécialement consacré à la réjouissance, car c'est à ce moment que se payent les vœux, que se racontent les guérisons, qu'on peut obtenir qu'Andriamisara Efadahy Manankasina( quatre frères) toujours portés par les quatre individus vêtus et coiffés de rouge, exposés au public, fassent un tour dans la cour. Alors, le public se précipite à leur suite, s'agenouille sur leur passage, chante, crie, et ne se retient plus.
Les Sakalava, peuple occupant la région Ouest de Madagascar, se distinguent par leur riche patrimoine culturel et leurs traditions bien ancrées. Le royaume Sakalava du Boeny, situé autour de Mahajanga, reflète cette identité unique à travers des pratiques rituelles, des cérémonies royales et un mode de vie étroitement lié à leurs croyances ancestrales.

### Le Tromba: communication avec les esprits
Le Tromba est une tradition de transe permettant de communiquer avec les esprits des ancêtres et des souverains défunt.Ce rite est conduit par un Mpitaiza, un Medium qui transmet les messages spirituels.Il est essentiel pour demander des bienfaits, des conseils ou résoudre des conflits.Les statutes funéraire, souvent placées sur les Tombes ou dans des espaces sacré jouent un rôle central dans ces cultes et les morts.Elle peuvent être invoquées lors des rituelles pour faciliter.

#### Histoire du Tromba
En juillet-août 2006, le terrain réalisé dans la région de Majunga et Soalala dans le nord-ouest de Madagascar, région où se concentrent les lieux originels de ces cultes, avait pour objectif de confronter mes observations aux données d’un terrain que j’avais effectué peu de temps avant à Zanzibar. J’avais alors appris que les esprits de ces rois sakalava, qui ont œuvré dans cette région du Boina, avaient migré par la suite dans la zone océan Indien Occidental, des Comores à Zanzibar. Les ancêtres sakalava invoqués pendant le rituel zanzibari provenaient de lignées bien particulières de la dynastie du Boina, celles de Marambitsy et de l’Ambongo (région de Soalala) dont la grand-mère de l’officiante principale du rituel que j’observais alors, Bibi Ashura, était originaire. Il s’agissait donc pour moi de déterminer quelle était la permanence des éléments d’origine sakalava dans le rituel zanzibari et s’il existait une réelle conscience de son origine malgache auprès des participantes.
Comme je l’ai souligné précédemment, la côte nord-ouest de Madagascar s’inscrit dans la zone d’échanges swahili où des groupes islamisés ont fondé des villes et des comptoirs. La position géographique avantageuse de la côte orientale de l’Afrique, dont le littoral fait partie de la zone des moussons, favorise la navigation dans l’océan Indien et assure la possibilité d’un commerce florissant. Les premiers comptoirs installés sur les côtes est-africaines et malgache dateraient du XIe siècle et les échanges économiques et culturels se développent jusqu’au XVIe siècle, leur période de prospérité, dans tout le nord-ouest malgache. Les commerçants islamisés, les Antalaotra, contractent des alliances avec des femmes sakalava et s’établissent de manière durable dans cette région. À partir des XVIe et XVIIe siècles, les Européens s’efforcent de chasser les Antalaotra tout en les utilisant puisque l’on voit que ces derniers serviront désormais d’intermédiaires entre eux et la population sakalava. Au début du XIXe siècle, on assiste au fléchissement des systèmes monarchiques de l’Ouest malgache, sensibles à la conjoncture politique et commerciale qui est nettement en faveur des Européens. Par ailleurs, face à la pression de Radama roi merina venu des hautes terres et soutenu par les Anglais, Andriantsoly, le souverain du Boina, fuit à Mayotte et s’y installe en 1835. Cela aboutira au tissage de liens constants avec les Comores et Zanzibar, ce qui me permet d’évoquer l’idée d‘ancrages malgaches dans le monde swahili de la côte est-africaine, et en particulier d’ancrages hérités des grandes royautés sakalava (Ballarin, 2000).
Les grands esprits trumba font partie du groupe des descendants royaux des Sakalava : pour la plupart, ce sont des monarques, des rois et des reines décédés qui ont régné sur les Sakalava et dont on trouve les correspondances dans des généalogies dont on se souvient encore dans le nord-ouest de Madagascar. » (Lambek, 1993: 63)20. Lambek rappelle qu'Andriamanavakarivo (nom posthume d’Andriantsoly) est le leader des tromba de Mayotte. Sa tombe est l’endroit principal de culte. Pour lui, le culte tromba perd de son pouvoir légitimant lorsqu’il arrive aux Comores mais il continue d’être opérant d’un point de vue symbolique.

### Le mariage Sakalava
Le mariage Sakalava constitue depuis la naissance biologique et sociale un autres fort de la vie sociale et humaine du peuple Sakalava et comme dans tous le monde entier l'homme a besoin d'une femme mais chacun a sa façon de coutume. 
Plus précisément pour l'ethnie Sakalava, l'homme commence à faire son choix tout d'abord, le critère de choix se fait en 3ordres juridiques, esthétique et axiolo, dès que le choix du jeune homme est faite et que la fille est certe qu'elle ne fait pas partie de l'arbre phénologie, même de 10e génération l'homme ne peut pas fondé sa famille avec puisqu'il est interdit d'épouser la fille, car il est encore frappé par le tabous de l'inceste ou bien " atambo Sady loza", dès que la fille accepte  sa demande .
Le jeune homme et sa famille va voir un Mpisikidy ou Moasy, c'est lui qui fixe la date du mariage .Alors le mariage commence 2 jours avant la date fixée par le Mpisikidy, donc au début de l'événement, ils célèbrent le Manenga qui signifie épouser, cette célébration ce fait en temps.
- En premier chez la jeune femme mariée et ensuite chez le jeune homme, la fête commence la veille pour se prolonger le lendemain par les joro, grande fête, boire, chanter, danser.
- L'offrande et la dote de la jeune mariée se fait par beaucoup de différentes choses comme des bisous, 50 zebus, maison, machine mais ceci date depuis très longtemps actuellement ceci ce fait avec ce qu'on a.
- Le jour où la famille du jeune homme vont prendre la main de la jeune mariée, la famille de la jeune mariée cache la fille et a la place de la jeune fille sa cousine ou ses sœurs la représente jusqu'à la cérémonie finissent et l'homme va chercher sa femme jusqu'il la trouve et la cérémonie continue.

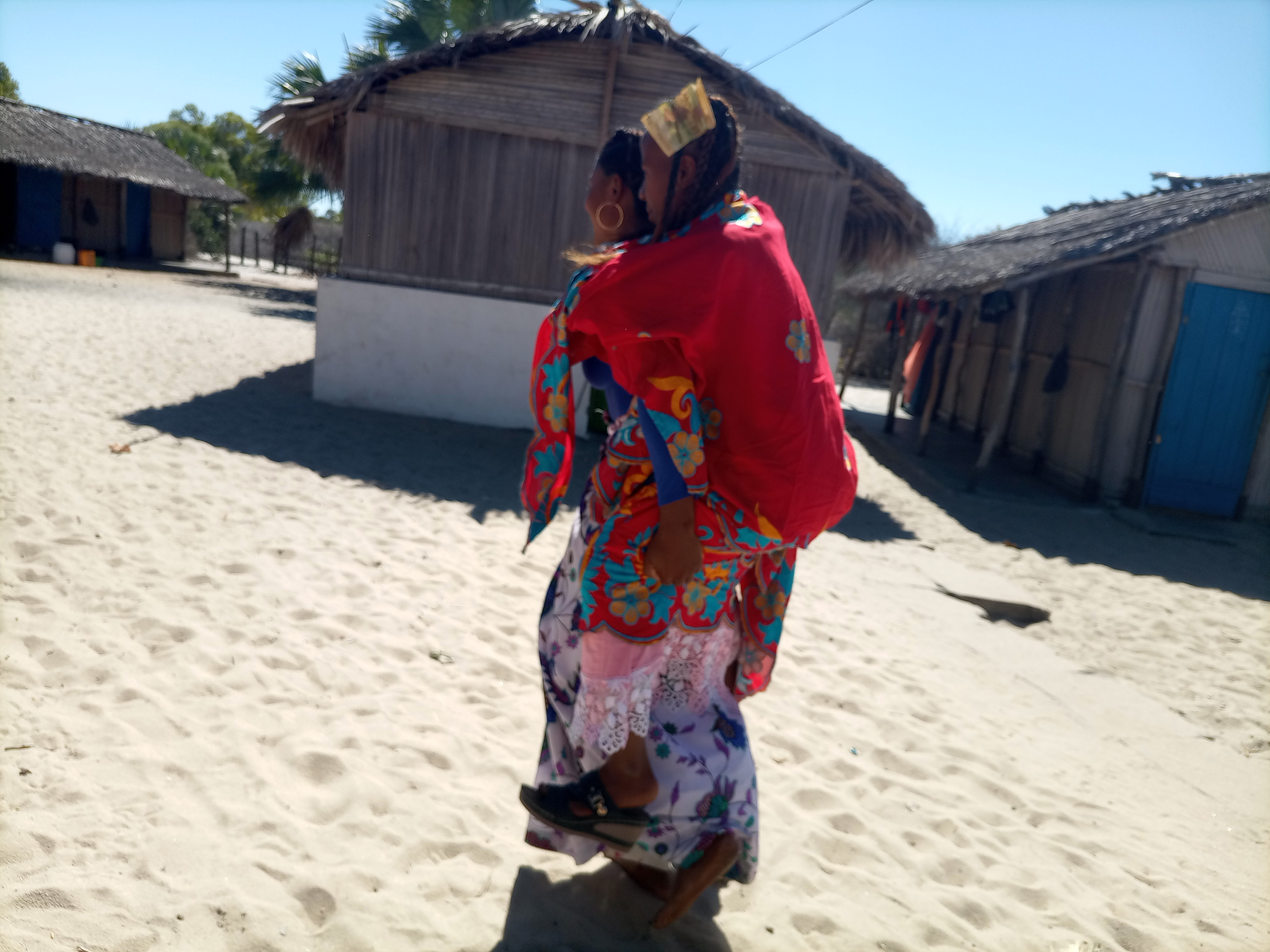
la jeune mariée

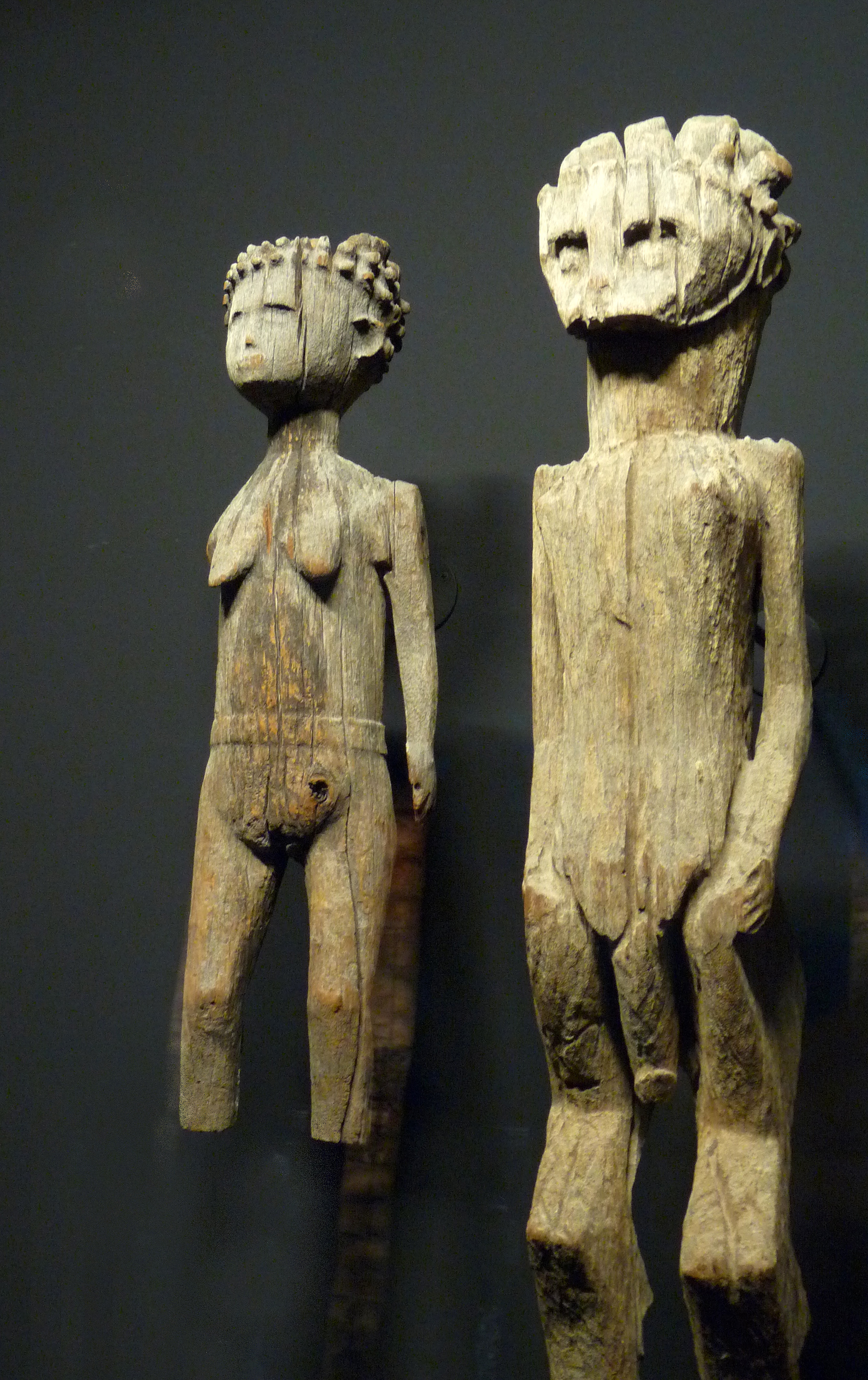
Statues funéraires[23].
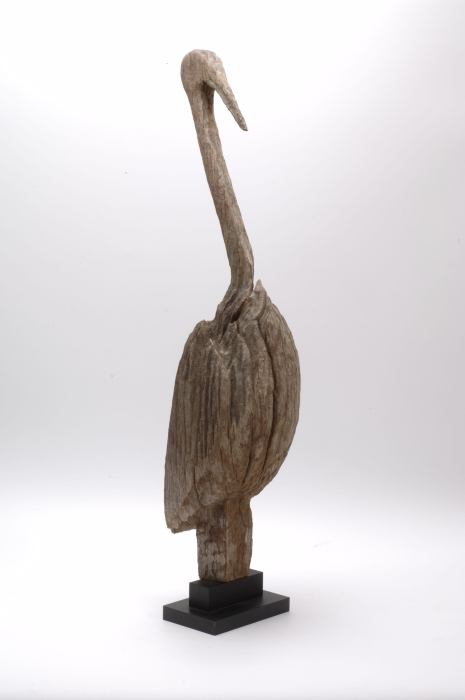
Statue funéraire (oiseau)[24].
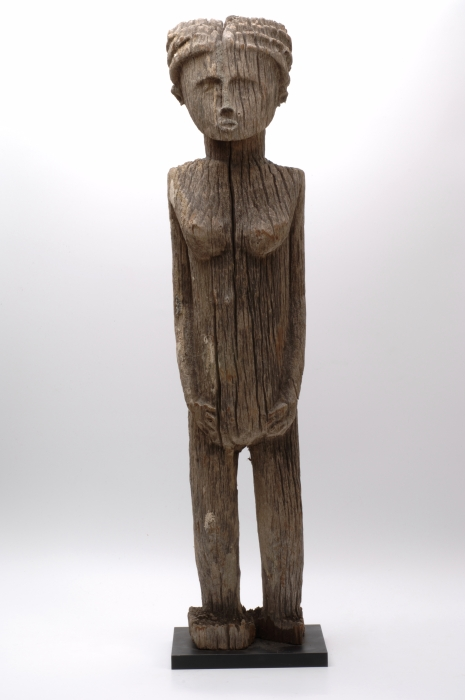
Statue funéraire féminine[24].
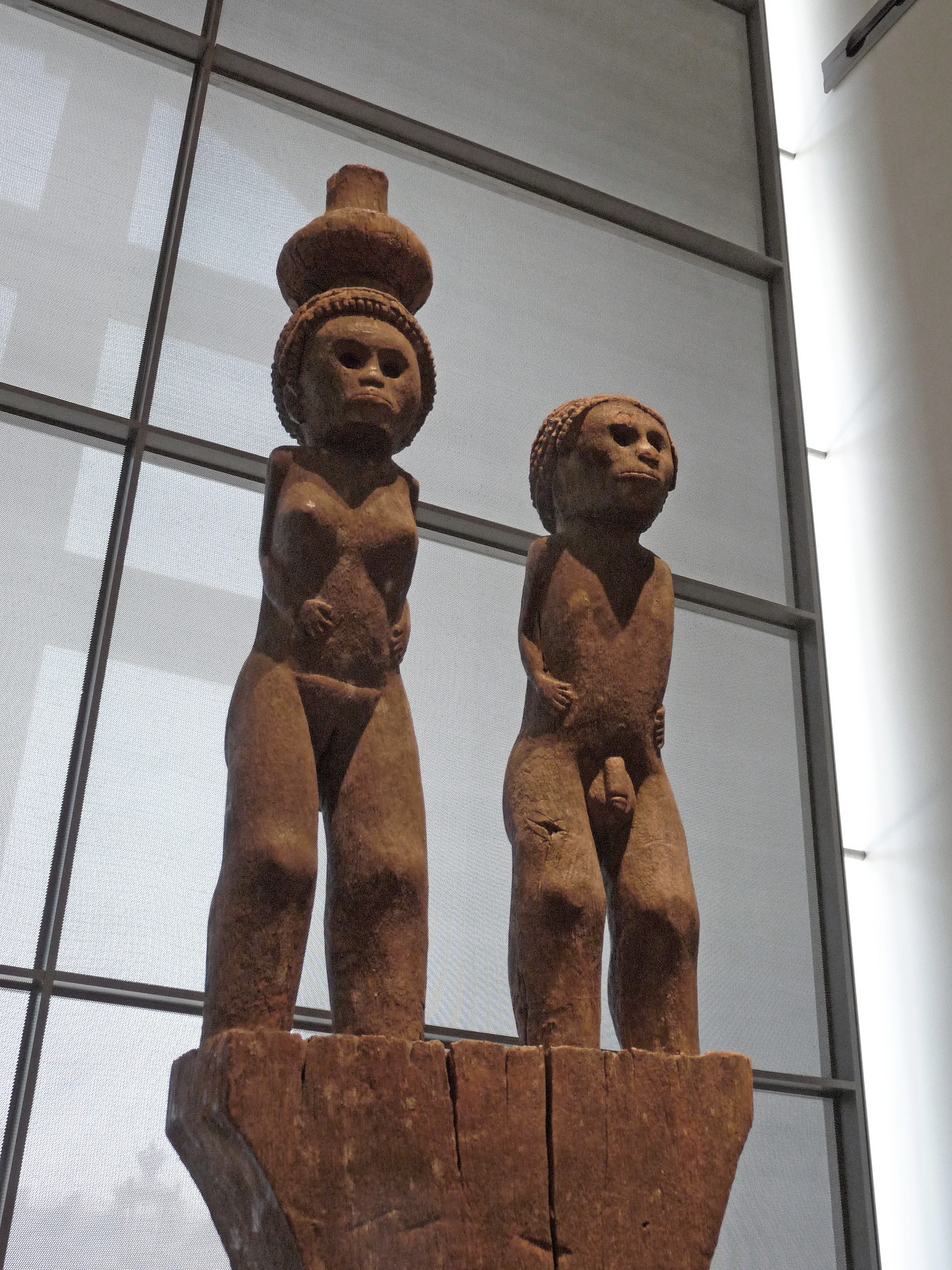
Détail de poteau funéraire[25].
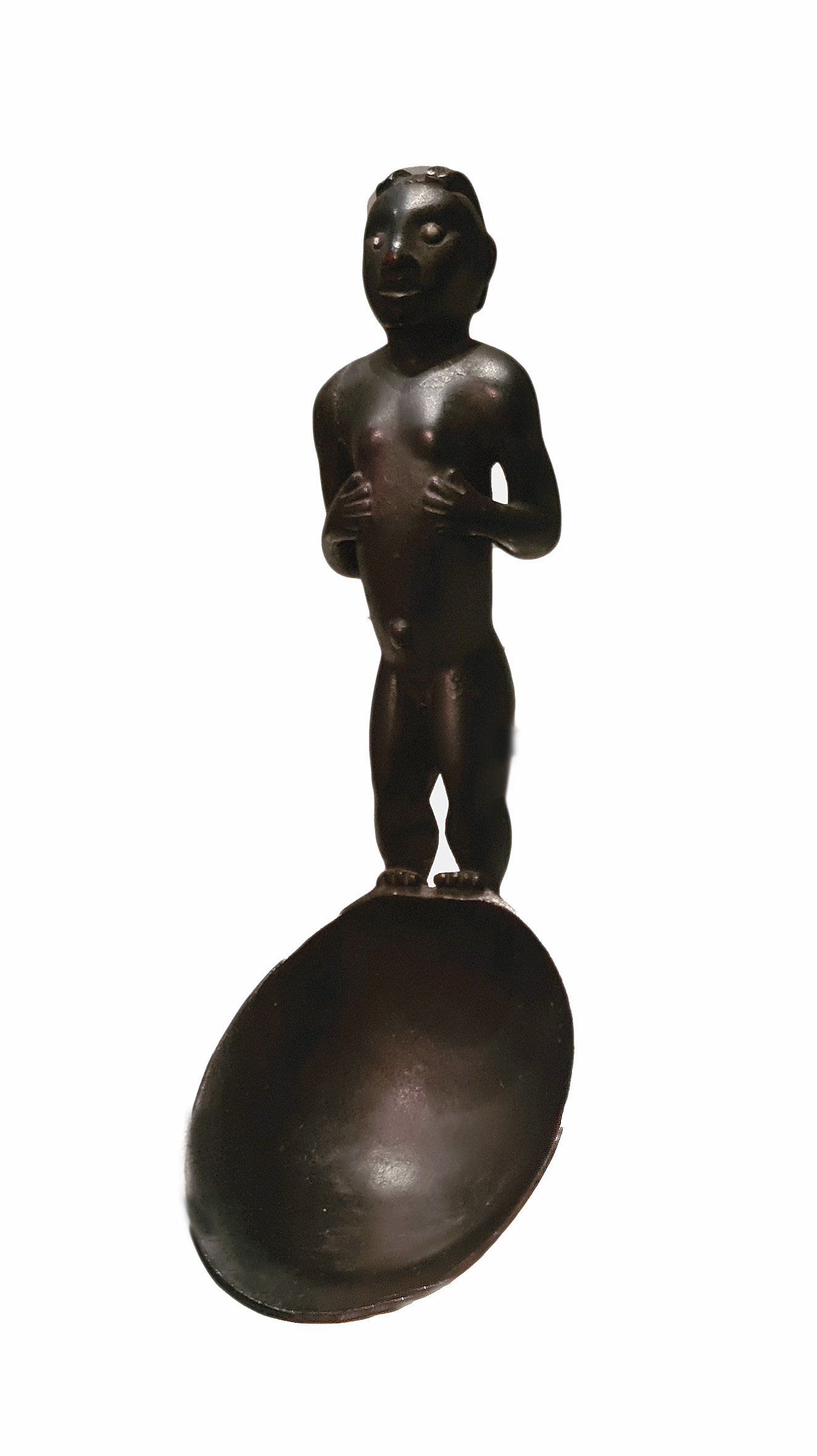
Cuiller en bois avec manche sculpté en forme de figure féminine[26].
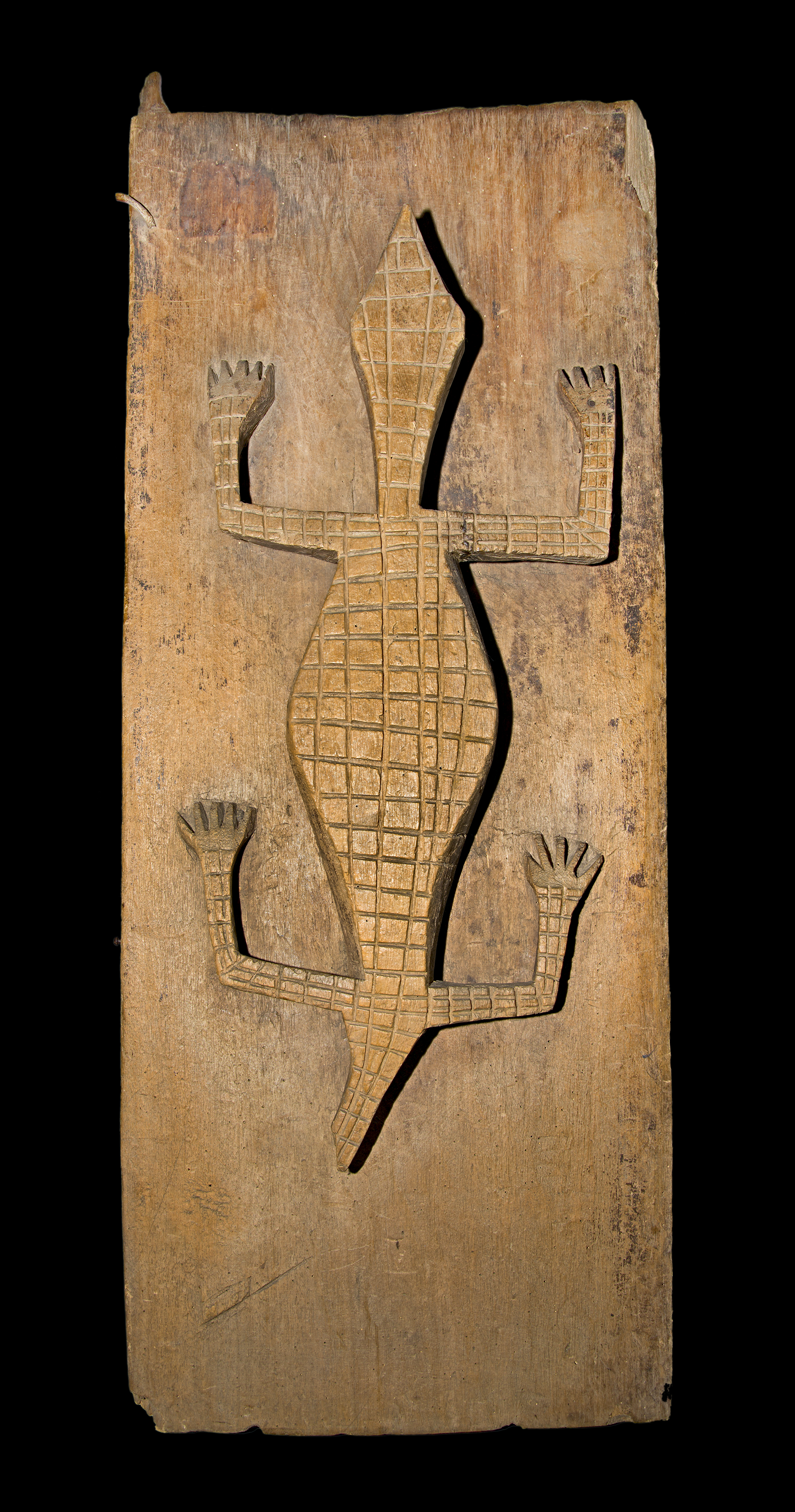
Porte, avec un crocodile sculpté exposée à l’exposition universelle de Paris en 1900, MHNT.
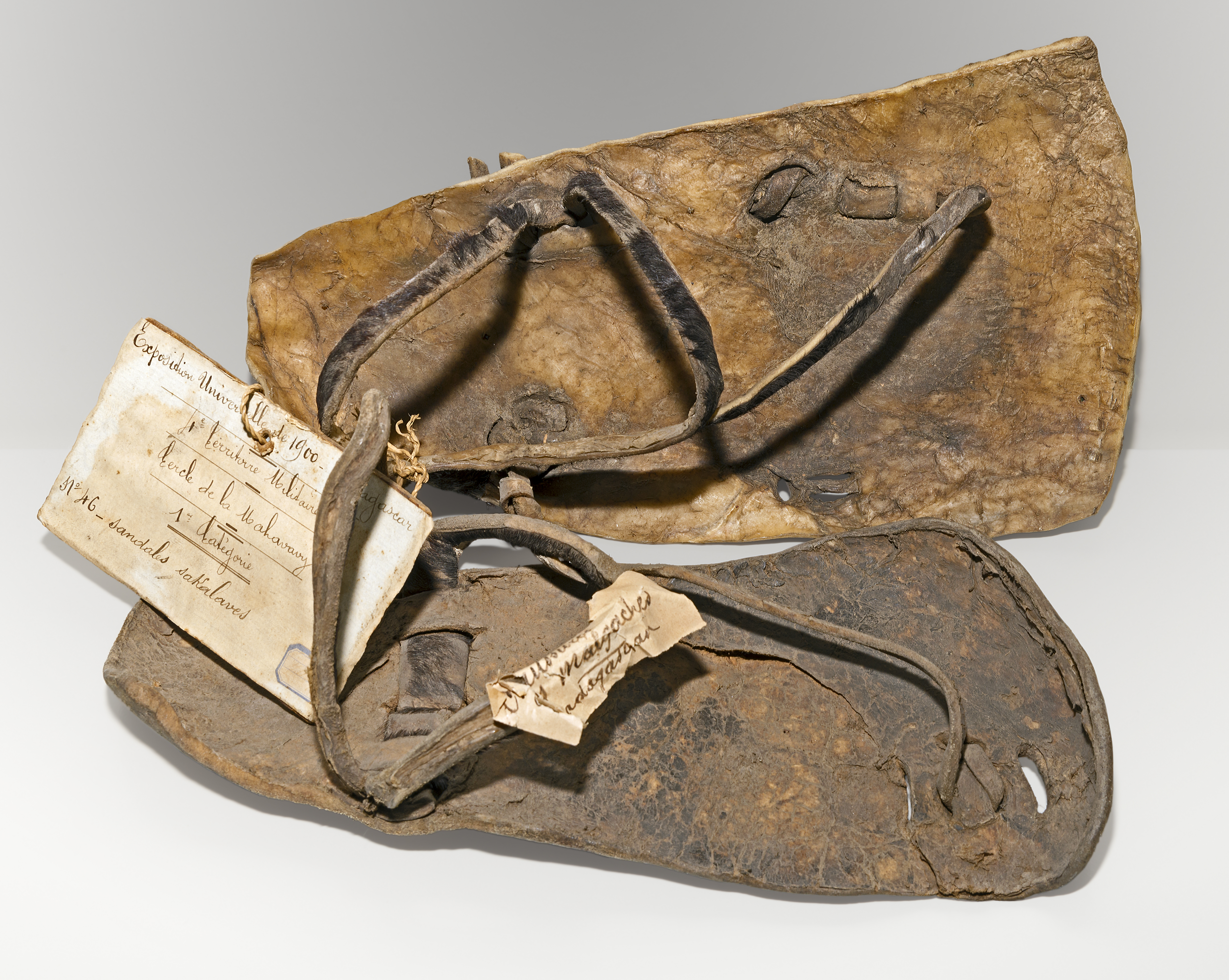
Paire de sandales exposée à l’exposition universelle de Paris en 1900, MHNT.